# Escalada Ciclista a Montjuic
La Escalada a Montjuic (también conocida como Subida a Montjuic) era una competición ciclista disputada en Cataluña durante el mes de octubre, que daba fin a la temporada ciclista profesional en España.
Se celebró desde el año 1965 al 2007. La prueba se disputaba en un circuito sobre la montaña de Montjuïc. Se disputaban varias pruebas distintas: veteranos, féminas, elite sub-23, cadetes, juniors y profesionales, además de una prueba en tándem para invidentes, la prueba internacional profesional se disputaba sobre dos sectores, una prueba en línea y otra contrarreloj.
A pesar de su prestigio la carrera internacional profesional fue, la mayoría de años, no oficial. Comenzó a ser profesional en 1996 en la categoría 1.4 para pasar en 1999 a una categoría especial para carreras por etapas de un día: 1.S. Desde la creación de los Circuitos Continentales UCI en 2005 formó parte del UCI Europe Tour, dentro de la categoría 1.2 (última categoría del profesionalismo), aunque esa edición ya dentro de la temporada 2005-2006. Debido a que no pueden participar equipos de categoría UCI ProTeam en carreras de esa categoría y la carrera incumplió la norma durante dos años consecutivos fue excluida del calendario de carreras de la Unión Ciclista Internacional pasando a ser carrera no oficial en la última edición del 2007. 
Eddy Merckx, con seis triunfos, es el ciclista que más veces ha ganado la prueba, seguido de Marino Lejarreta, que lo hizo en cinco ocasiones.
Estuvo organizada por l'Esport Ciclista Barcelona.

## Palmarés
En naranja: edición amistosa de exhibición no oficial.
| Año  | Ganador             | Segundo             | Tercero                          |
| ---- | ------------------- | ------------------- | -------------------------------- |
| 1964 | Federico Bahamontes | Julio Jiménez       | Joaquín Galera y Antonio Karmany |
| 1965 | Raymond Poulidor    | Federico Bahamontes | Joaquín Galera                   |
| 1966 | Eddy Merckx         | Ferdinand Bracke    | Lucien Aimar                     |
| 1967 | Raymond Poulidor    | Joaquín Galera      | Felice Gimondi                   |
| 1968 | Raymond Poulidor    | Luis Ocaña          | Joaquín Galera                   |
| 1969 | Gianni Motta        | Felice Gimondi      | Luis Ocaña                       |
| 1970 | Eddy Merckx         | Luis Ocaña          | Joaquim Agostinho                |
| 1971 | Eddy Merckx         | Agustín Tamames     | Luis Ocaña                       |
| 1972 | Eddy Merckx         | Gonzalo Aja         | Antonio Martos                   |
| 1973 | Jesús Manzaneque    | José Pesarrodona    | Luis Ocaña                       |
| 1974 | Eddy Merckx         | Antonio Martos      | Vicente López Carril             |
| 1975 | Eddy Merckx         | Joop Zoetemelk      | José Martins                     |
| 1976 | Michel Pollentier   | Joop Zoetemelk      | Joaquim Agostinho                |
| 1977 | Bernard Thévenet    | José Enrique Cima   | Francisco Galdós                 |
| 1978 | Michel Pollentier   | Eulalio García      | Vicente Belda                    |
| 1979 | Claude Criquielion  | Pedro Vilardebo     | Joop Zoetemelk                   |
| 1980 | Marino Lejarreta    | Antonio Coll        | José Luis Laguía                 |
| 1981 | Joop Zoetemelk      | Pedro Muñoz         | Alberto Fernández                |
| 1982 | Marino Lejarreta    | Joop Zoetemelk      | Pedro Muñoz                      |
| 1983 | Marino Lejarreta    | Sean Kelly          | Pedro Muñoz                      |
| 1984 | Claude Criquielion  | José Luis Laguía    | Inaki Gastón                     |
| 1985 | Vicente Belda       | Claude Criquielion  | Joop Zoetemelk                   |
| 1986 | Vicente Belda       | Laurent Fignon      | Pedro Delgado                    |
| 1987 | Álvaro Pino         | Joop Zoetemelk      | Vicente Belda                    |
| 1988 | Marino Lejarreta    | Álvaro Pino         | Vicente Belda                    |
| 1989 | Erik Breukink       | Marino Lejarreta    | Pedro Delgado                    |
| 1990 | Marino Lejarreta    | Eric Van Lancker    | Inaki Gastón                     |
| 1991 | Oliverio Rincón     | Joaquín Llach       | Erik Breukink                    |
| 1992 | Alex Zülle          | Tony Rominger       | Oliverio Rincón                  |
| 1993 | Maurizio Fondriest  | Claudio Chiappucci  | Oliverio Rincón                  |
| 1994 | Tony Rominger       | Claudio Chiappucci  | Félix García Casas               |
| 1995 | Claudio Chiappucci  | Mauro Gianetti      | Francesco Casagrande             |
| 1996 | Fabian Jeker        | Mauro Gianetti      | Daniel Clavero                   |
| 1997 | Laurent Jalabert    | Alex Zülle          | Daniel Clavero                   |
| 1998 | Fabian Jeker        | Abraham Olano       | Melchor Mauri                    |
| 1999 | Andrei Zintchenko   | Melchor Mauri       | Miguel Ángel Martín Perdiguero   |
| 2000 | Fabian Jeker        | José Luis Rubiera   | Óscar Freire                     |
| 2001 | Joaquim Rodríguez   | Joseba Beloki       | Óscar Sevilla                    |
| 2002 | Joseba Beloki       | Félix García Casas  | Manuel Beltrán                   |
| 2003 | Iván Gutiérrez      | Santi Pérez         | Joaquim Rodríguez                |
| 2004 | Samuel Sánchez      | Roberto Laiseka     | Joaquim Rodríguez                |
| 2005 | Samuel Sánchez      | Carlos Sastre       | Joaquim Rodríguez                |
| 2006 | Igor Antón          | Alberto Losada      | Joaquim Rodríguez                |
| 2007 | Daniel Moreno       | Samuel Sánchez      | Carlos Sastre                    |

## Palmarés por países
| País         | Victorias |
| ------------ | --------- |
| España       | 17        |
| Bélgica      | 10        |
| Francia      | 5         |
| Suiza        | 5         |
| Italia       | 3         |
| Países Bajos | 2         |
| Colombia     | 1         |
| Rusia        | 1         |